# Franco Menichelli
Franco Menichelli (ur. 3 sierpnia 1941 w Rzymie) – włoski gimnastyk. Wielokrotny medalista olimpijski.
W pierwszej połowie lat 60. należał do grona najlepszych gimnastyków świata. Największe sukcesy osiągał w ćwiczeniach wolnych, dwukrotnie w tej konkurencji zdobywał brąz mistrzostw świata. Brąz wywalczył także na igrzyskach w Rzymie, a cztery lata później zwyciężył. Zdobywał medale również w innych konkurencjach. Wielokrotnie stawał na podium mistrzostw Europy (złoto w wieloboju w 1965).

## Starty olimpijskie (medale)
Rzym 1960
- ćwiczenia wolne, drużyna –  brąz

Tokio 1964
- ćwiczenia wolne –  złoto
- kółka –  srebro
- poręcze –  brąz